# Arnaleta d'Alta-riba
Arnaleta d'Alta-riba, o Arnaleta d'Altarriba (? - Vallbona de les Monges, 17 de gener de 1286), fou abadessa del monestir de Santa Maria de Vallbona.
Membre del llinatge dels Alta-riba, sembla que prové del tronc originari de la família, ubicat a Estaràs, al mig de la Segarra, o bé de la branca col·lateral dels Altarriba senyors de Bellpuig, afincats a Riudeperes, a Vilatorta, prop de Vic.

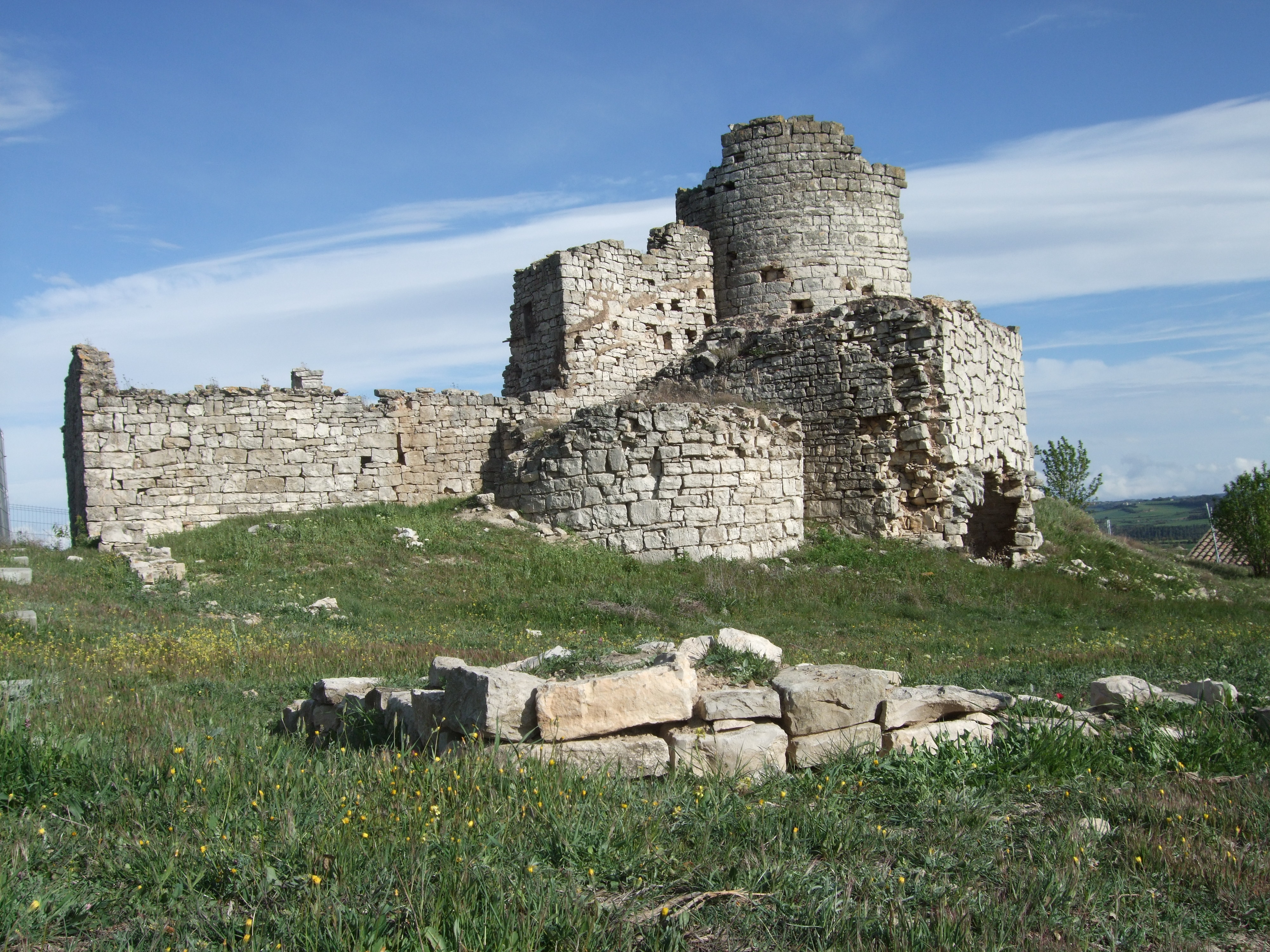
Castell d'Alta-riba, a Estaràs

Va ser l'abadessa de Vallbona de les Monges entre els anys 1259 i 1267, en què abdicà: «Sexta abbatissa fuit venerabilis domina Arnalda de Altarriba et dimisit abbaciam VI kalendas aprilis anno Domini MCCLXVII.»
Comptà amb l'ajuda de la priora Beatriu, Guillema de Golmés com a sotspriora, les cellereres Esclarmonda de n'Enric i Maria de Boixadors, la dipositària Catalana de Montblanc i la mestra de novícies Agnès de ça Cirera. Altres càrrecs i ocupacions en aquells anys eren els d'hospitalera, infermera, sagristana, hostalera, infermera, cantora, portera...